# Parc Sloviansk à Volodymyr
Le parc Sloviansk à Volodymyr  (en ukrainien : Слов'янський парк), est un espace naturel protégée d'Ukraine dans la ville de Volodymyr.

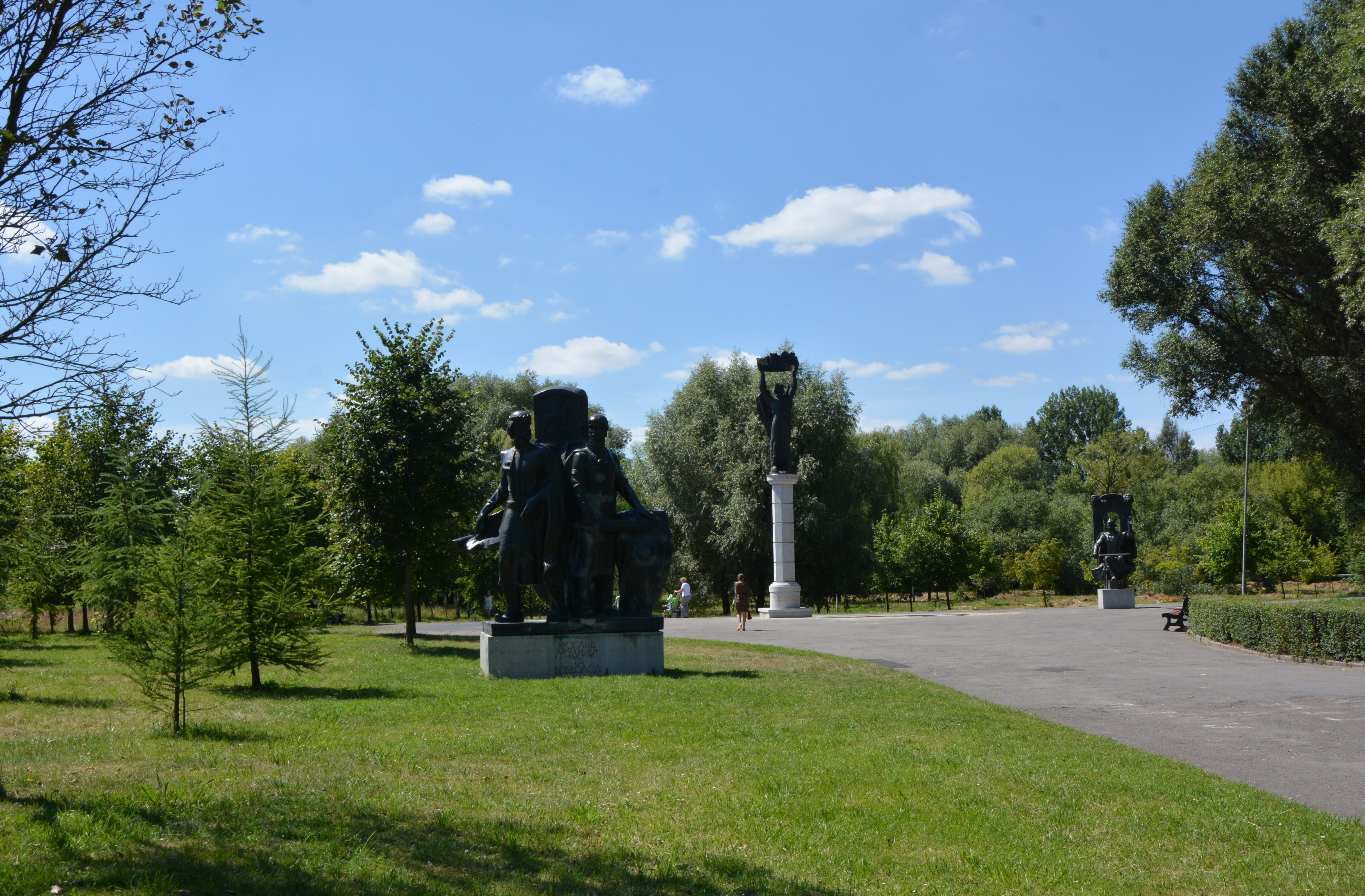
Le parc et ses monuments classé[1].
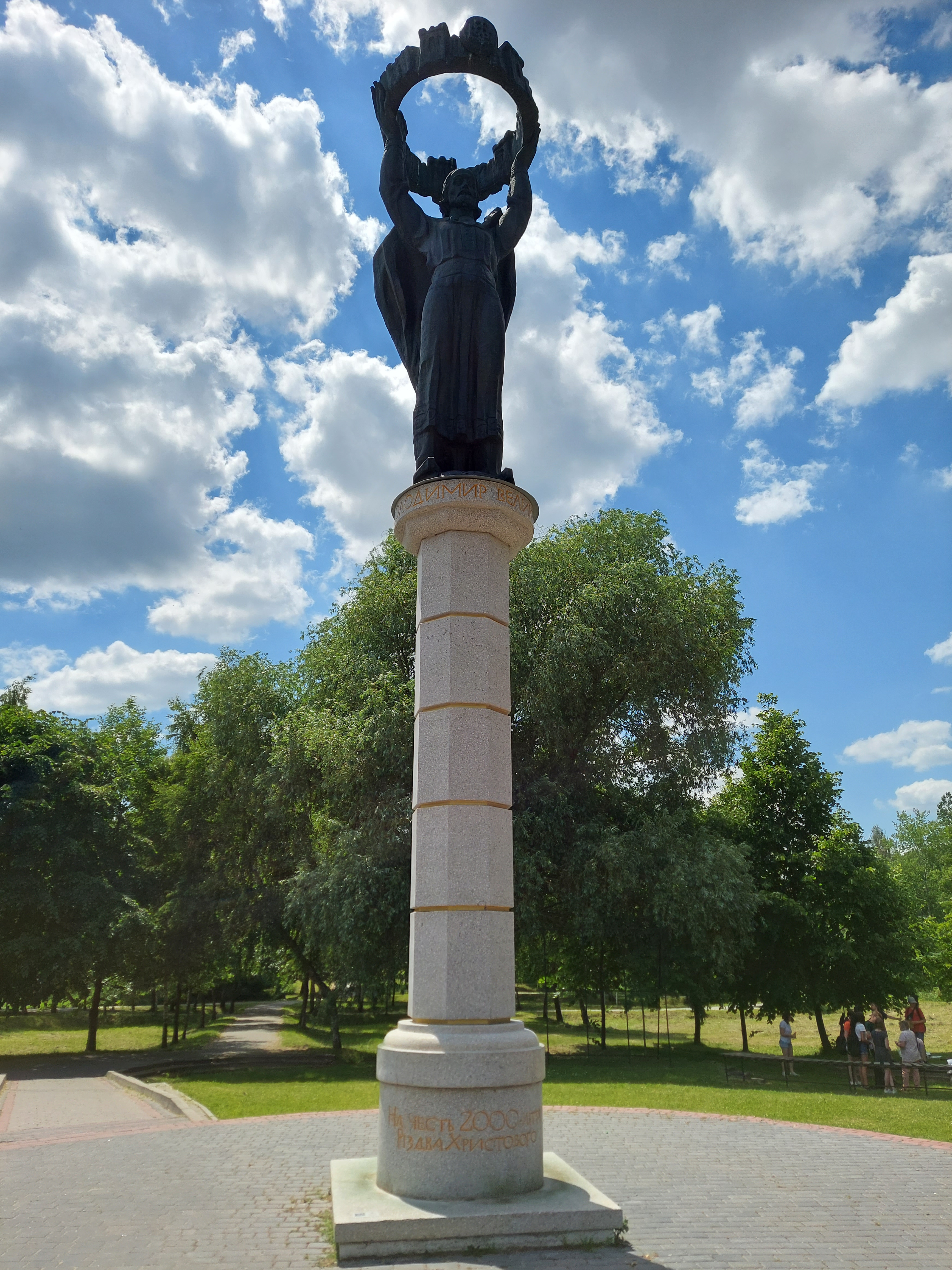
Monument à Volodymir le grand classé[2].
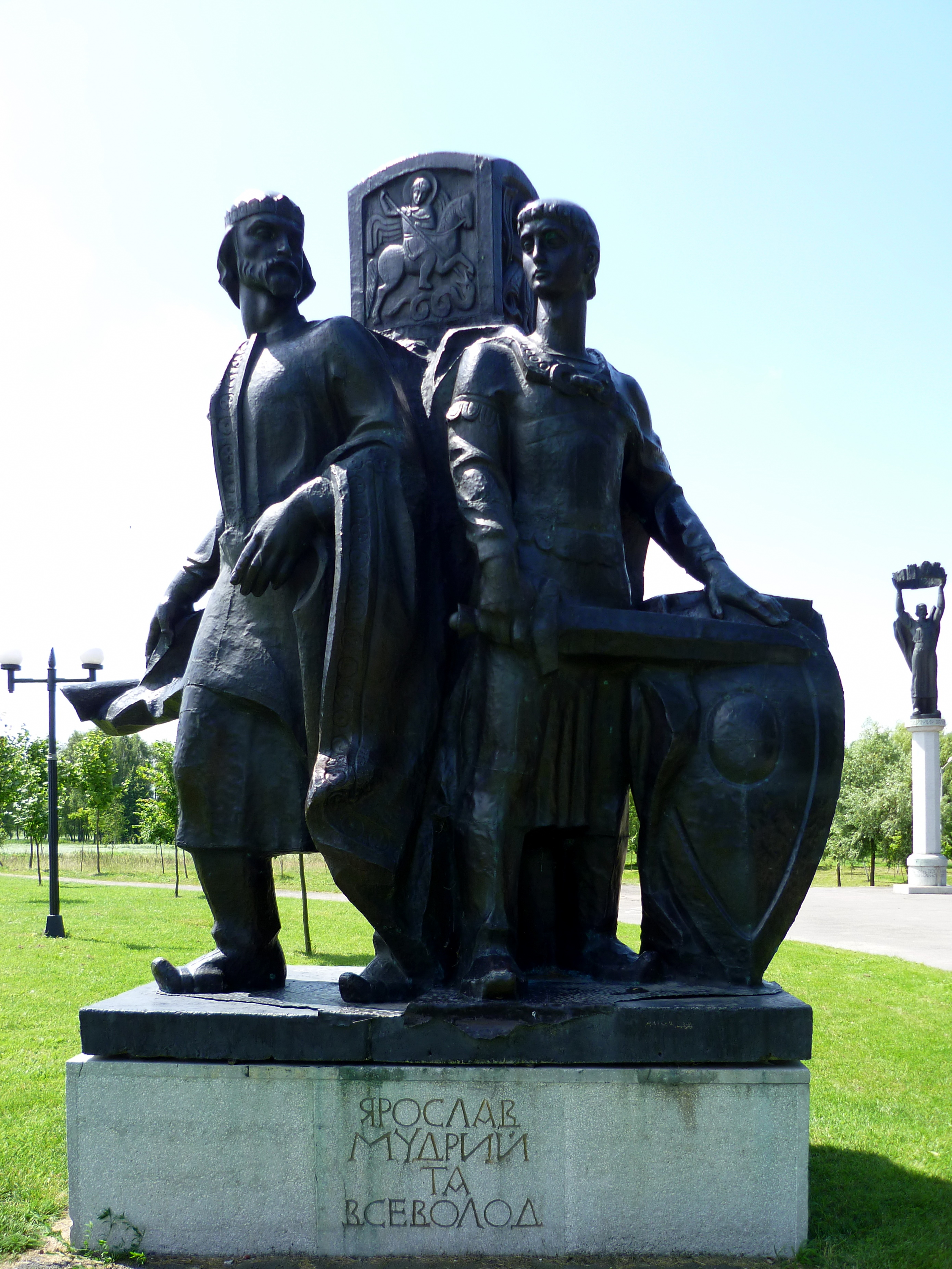
Monument à Iaroslav le Sage et Vsevolod Ier de Kiev
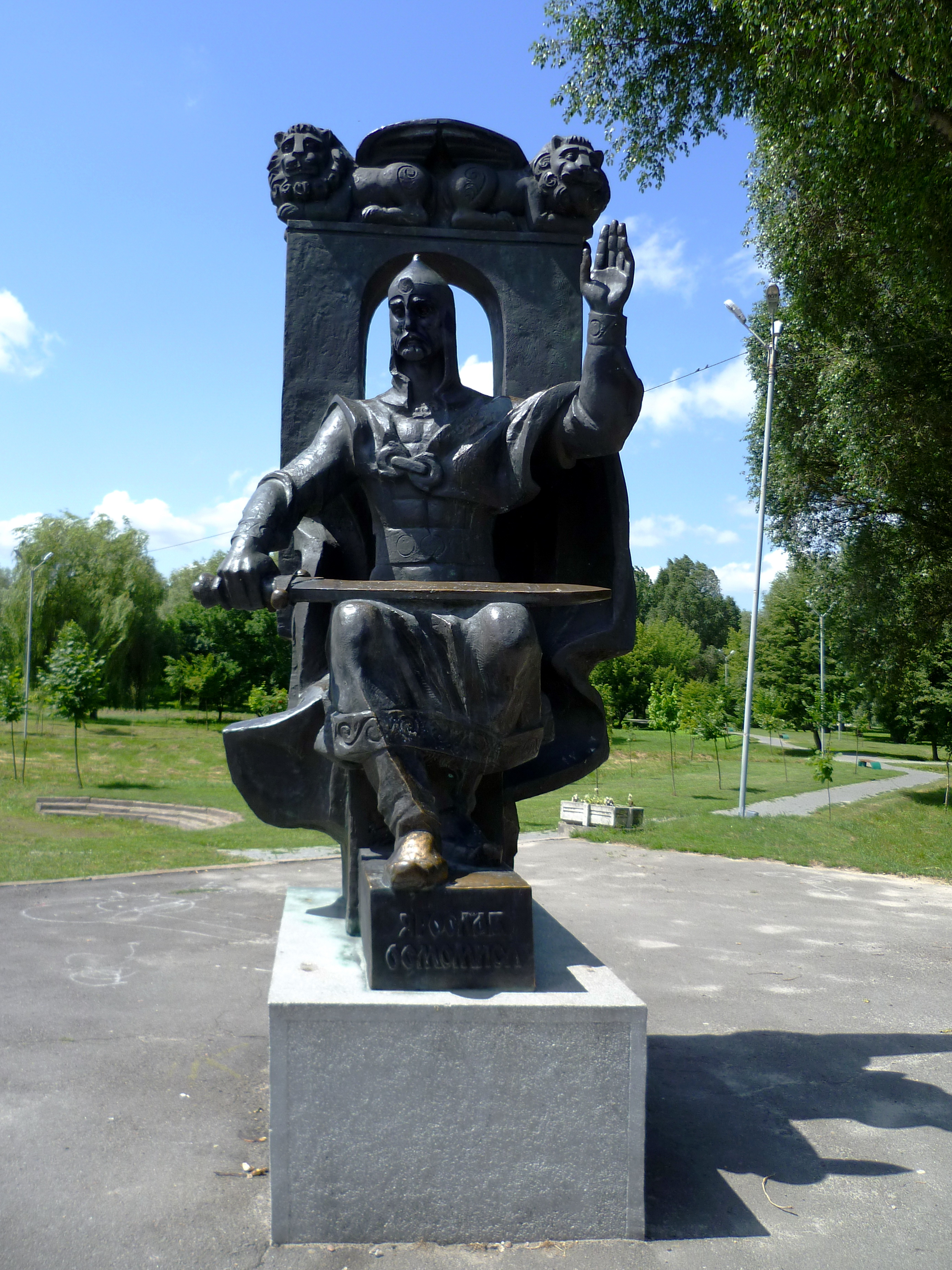
et à Iaroslav Ier Osmomysl.

## Voir Aussi
- Liste des parcs nationaux de l'Ukraine.